# Reches ha-Sulam
Reches ha-Sulam (hebrejsky:רכס הסולם) je horský hřbet o nadmořské výšce 361 metrů v severním Izraeli, v Horní Galileji, na hranici s Libanonem. Nazýván je též Sulam Šel Cur (סולמה של צור).
Má podobu východozápadně orientovaného horského hřebenu, který vystupuje přes 300 metrů nad okolní krajinu (izraelská pobřežní planina) a v délce 5 kilometrů se táhne podél izraelsko-libanonské hranice od břehů Středozemního moře u Roš ha-Nikra. Na jeho úpatí stojí na izraelské straně obce Kfar Roš ha-Nikra a Šlomi. Nejvyšší bod masivu (361 m n. m.) se nachází v nejvýchodnějším bodu, kde mezinárodní hranice přestává sledovat jeho hřeben (1,5 kilometru západním směrem se nachází ještě kóta 356). Pak pokračuje hřbet dál k východu, nyní již z větší části na libanonském území až do blízkosti izraelské vesnice Chanita. Zde tvoří mezinárodní hranici zhruba koryto vádí Nachal Chanita a hřbet Reches ha-Sulam se zároveň postupně vytrácí v kopcovitém terénu Horní Galileje. Nejzápadnější sektor okolo útesů Roš ha-Nikra je turisticky využíván, centrální část je sice vybavena turistickými stezkami, ale kvůli napětí na hranici s Libanonem je uzavřena pro veřejnost.